# آرامگاه پیر کهنک
بقعه پیر کهنک مربوط به دوره صفوی است و در شهرستان دزفول، جاده اسلام‌آباد، بعد از روستای کهنک واقع شده و این اثر در تاریخ ۹ اردیبهشت ۱۳۸۲ با شمارهٔ ثبت ۸۳۷۵ به‌عنوان یکی از آثار ملی ایران به ثبت رسیده است.